# Маргарета Елизабет фон Лайнинген-Вестербург
Маргарета Елизабет фон Лайнинген-Вестербург (на немски: Margarete Elisabeth von Leiningen-Westerburg, * 30 юни 1604, Шадек, Хесен, † 13 август 1667, дворец Визенбург, Саксония) е графиня на Лайнинген и регентка на ландграфство Хесен-Хомбург.

## Произход
Тя е единственото дете на граф Христоф фон Лайнинген-Вестербург (1575 – 1635) и първата му съпруга Анна Мария Унгнад, фрайин фон Вайсенволф (1573 – 1606).

## Фамилия
На 10 август 1622 г. тя се омъжва в Буцбах за ландграф Фридрих I фон Хесен-Хомбург (1585 – 1638). Двамата имат децата:
- Лудвиг Филип (1623 – 1643)
- Георг (*/† 1624)
- Вилхелм Христоф (1625 – 1681), ландграф на Хесен-Хомбург

∞ 1. 1650 принцеса София Елеонора фон Хесен-Дармщат (1634 – 1663)
∞ 2. 1665 принцеса Анна Елизабет фон Саксония-Лауенбург (1624 – 1688)
- Георг Христиан (1626 – 1677)

⚭ 1666 Анна Катарина фон Погвич, вдовица фон Алефелт (1633 – 1694)
- Анна Маргарета (1629 – 1686)

∞ 1650 херцог Филип Лудвиг фон Шлезвиг-Холщайн-Зондербург-Визенбург (1620 – 1689)
- Фридрих II (1633 – 1708), ландграф на Хесен-Хомбург

⚭ 1. 1661 графиня Маргарета Брахе, вдовица Оксенширна (1603 – 1669)
⚭ 2. 1670 принцеса Луиза Елизабет от Курландия (1646 – 1690)
⚭ 3. 1691 графиня София Сибила фон Лайнинген-Вестербург, вдовица фон Лайнинген-Дагсбург (1656 – 1724)
След смъртта на нейния съпруг на 9 май 1638 г. тя е регентка на Хесен-Хомбург за малолетните им синове.